# Community network
Community network o Rete comunitaria è un termine largamente usato per indicare l'uso di tecnologie in Rete al servizio di una comunità locale. Le reti libere e le reti civiche indicano semplicemente lo stesso tipo di progetti e servizi, laddove i centri tecnologici comunitari e i telecentri spesso indicano la possibilità di compensare la mancanza di accesso a tecnologie dell'informazione e della comunicazione.

## Definizione e diversità
Sebbene non vi sia un assoluto accordo sulla definizione del termine, è generalmente riconosciuto che la rete comunitaria è un sistema informatico inteso a dare un accesso Internet gratuito e libero alle comunità geografiche attraverso lo sviluppo e l'implementazione delle reti sociali, e la loro interconnessione a quelle già esistenti.
Le reti comunitarie spesso forniscono spazi web gratuiti, e-mail e altri servizi gratuiti senza pubblicità. Le organizzazioni che le gestiscono sono inoltre spesso impegnate nella formazione e in altri servizi e, a volte, sono coinvolte in iniziative politiche.
Nelle varie definizioni esistono degli aspetti comuni che si concretizzano in:
- tipi di informazione e servizi offerti
- operatori che gestiscono la rete
- area coperta dalla rete.

## Informazione e servizi
La rete comunitaria è un concetto in fase di sviluppo e può essere il risultato di una o più delle seguenti combinazioni:
- un sito web che offre informazioni sul posto per gli abitanti. L'informazione può includere eventi locali, novità, previsioni del tempo, uffici pubblici, immagini dell'architettura del posto, panorami, iniziative e via di seguito.
- un sito web che offre servizi agli abitanti. Il servizio può riguardare sia le informazioni suddette, ovvero l'accesso ad alcuni servizi in linea come effettuare una prenotazione, pubblicare annunci personali, e così via. Il sito può essere gestito da un'amministrazione locale.
- una rete di comunicazione fra organizzazioni no-profit della stessa area.
- un'organizzazione no-profit che offre lezioni di computer accessibili (o gratuite), collegamenti Internet, e/o corsi avanzati di computer.
- un ISP del posto che offre sconti a enti non-profit e altro.
- un sito web per potenziali turisti o per quelli che si sono trasferiti altrove, che offre una serie di informazioni e servizi.
- un sito web che offre mezzi di comunicazione on-line come forum di discussione, mailing list, chat room ed e-mail.

Si sottolinea che, mentre la rete comunitaria sempre più spesso evolve in un sito web, questo può essere comunque di secondaria importanza per il progetto (come nel caso di un ISP locale). In passato, alcuni hanno operato tramite FTP o altri protocolli di comunicazione piuttosto che mediante HTTP.

## Operatori e scopi primari
La rete comunitaria è praticata da vari gruppi aventi ognuno scopi diversi. I gruppi incaricati di pianificare ed eseguire un progetto possono essere: 
- un ufficio pubblico locale come per esempio una camera di commercio
- un'organizzazione locale senza scopo di lucro
- un'organizzazione con scopo di lucro locale o altro
- un gruppo di volontari.

Gli scopi primari delle reti comunitarie possono includere:
- chiusura di una linea digitale e/o incanalamento nella gamma di informatizzazione interlocale
- offerta agli utenti di un accesso facilitato ad informazioni e servizi già esistenti
- promozione dello sviluppo economico e dell'occupazione locale
- promozione di operatori economici privati
- consolidamento dell'identità locale e dell'attaccamento al posto
- rivitalizzazione, promozione, e/o mantenimento di comuni radici locali

Alcuni di questi scopi non sono completamente indipendenti, e nemmeno in contrasto, e possono ragionevolmente coesistere nello stesso momento.

## Copertura geografica
Molte reti comunitarie sono associate ad aree metropolitane, o a posti più piccoli. L'area identificata come rete comunitaria dovrebbe coincidere con una città, una grande centro urbano, una provincia, un'area metropolitana, uno stato, o occasionalmente una regione, inclusi parti di tanti stati diversi.

## Aspetti della Diversità
Ci sono alcuni fattori che contribuiscono alla diversità di utilizzo del termine il cui significato è in continua evoluzione.
Le parole “rete” e “comunitaria” sono entrambe un forte richiamo per potenziali utenti, finanziatori, volontari ed altri gruppi.
“Comunità” è un termine piuttosto vago, e gruppi diversi utilizzano definizioni diverse.
Le tecnologie dell'informazione e della comunicazione possono apportare vari benefici alle aree locali, e gruppi diversi ne evidenziano i vari aspetti.

## Storia
Fra le procedure più spesso menzionate ci sono Big Sky Telegraph (Montana, USA), Cleveland Free-Net (Cleveland, USA), Public Electronic Network (PEN) di Santa Monica (California, USA), Digital Amsterdam di Amsterdam (Paesi Bassi).
Bryggenet è una rete comunitaria di Copenaghen, Danimarca.